# 埃米耶维尔
埃米耶维尔（法語：Émiéville，法語發音：[emjevil] ⓘ）是法国卡尔瓦多斯省的一个市镇，属于卡昂区。

## 地理
埃米耶维尔（49°9'5"N, 0°13'26"W）面积3.92 平方千米，位于法国诺曼底大区卡爾瓦多斯省，该省份为法国西北部沿海省份，北濒大西洋英吉利海峡，东北与滨海塞纳省以海上边界相接，东临厄尔省，南至奧恩省，西与芒什省接壤。
与埃米耶维尔接壤的市镇（或旧市镇、城区）包括：巴讷维尔拉康帕涅、卡尼、弗雷努维尔、维蒙。

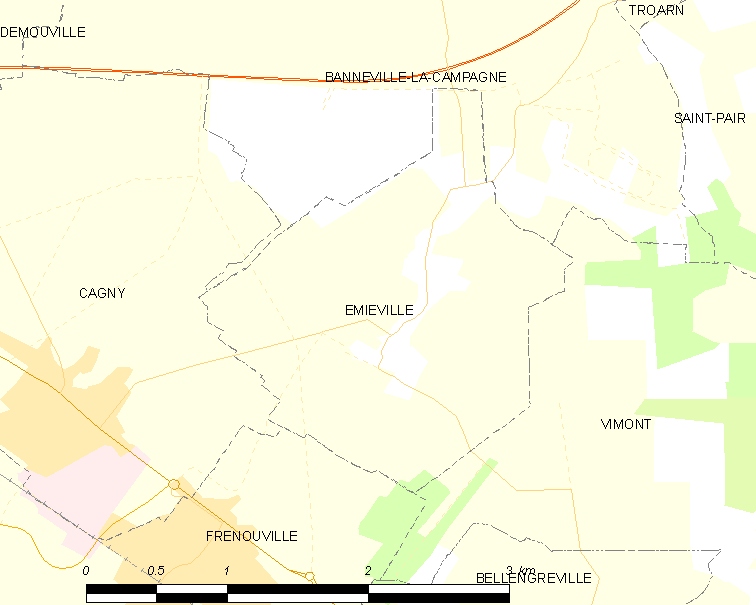
埃米耶维尔的OSM定位图

埃米耶维尔的时区为UTC+01:00、UTC+02:00（夏令时）。

## 行政
埃米耶维尔的邮政编码为14630，INSEE市镇编码为14237。

## 政治
埃米耶维尔所属的省级选区为特罗阿恩县。

## 人口

1962-2008年间埃米耶维尔人口变化图示

埃米耶维尔于2022年1月1日时的人口数量为626人。